# تپه گوشتاباد ۱
تپه گوشتاباد ۱ مربوط به دوران‌های تاریخی پس از اسلام است و در شهرستان بوئین‌زهرا، بخش آوج، روستای پرسپانج واقع شده و این اثر در تاریخ ۱۹ اسفند ۱۳۸۰ با شمارهٔ ثبت ۴۹۴۱ به‌عنوان یکی از آثار ملی ایران به ثبت رسیده است.